# Стража при Оплотници
Стража при Оплотници (словен. Straža pri Oplotnici) је насељено место у општини Оплотница, Подравска регија, Словенија.

## Историја
До територијалне реорганизације у Словенији била је у саставу старе општине Словенска Бистрица.

## Становништво
У попису становништва из 2011. године, Стража при Оплотници је имала 78 становника.
| Број становника према пописима | Број становника према пописима | Број становника према пописима |
| ------------------------------ | ------------------------------ | ------------------------------ |
| 1991                           | 2002                           | 2011                           |
| 72                             | 69                             | 78                             |

Напомена: До 1998. исказивано под именом Стража. Године 2017. извршена је мања размена територије између насеља Злогона Гора, Стража при Оплотници и Чадрам.